# Clostridium limosum
Clostridium limosum è una specie di batterio appartenente alla famiglia delle Clostridiaceae.